# Cratere Karo
Karo  è un cratere sulla superficie di Venere.